# Oberschlierbach
Oberschlierbach è un comune austriaco di 494 abitanti nel distretto di Kirchdorf an der Krems, in Alta Austria.